# 普魯西阿斯二世
普魯西阿斯二世（獵人）, 是比提尼亞王國國王，是普魯西阿斯一世的兒子。統治期間約在前182年－約前149年。
在前181年－約前179年年間參與帕加馬國王歐邁尼斯二世的同盟，對抗本都國王法爾奈克一世。之後在前156年－約前154年年間入侵帕加馬王國，但遭到帕加馬和羅馬擊敗，被迫付出沉重賠款，普魯西阿斯二世試圖派遣其子尼科美德二世與羅馬交涉賠款減量，但尼科美德二世隨後反叛，在帕加馬的幫助下成功奪下王位。
| 前任： 普魯西阿斯一世 | 比提尼亞國王 前182年－前149年 | 繼任： 尼科美德二世 |